# Premier siège de Gérone (1808)
Guerre d'indépendance espagnole
Batailles
- Dos de Mayo
- Tolède
- Bruc
- Valdepeñas
- Pont d'Alcolea
- Port de Cadix
- Olhão
- Cabezón
- Gérone (1er)
- Saragosse (1er)
- Valence (1er)
- Medina de Rioseco
- Bailén
- Gérone (2e)
- Évora
- Roliça
- Vimeiro

Le premier siège de Gérone se déroule les 20 et 21 juin 1808 à Gérone, en Espagne, dans le cadre de la guerre d'indépendance espagnole. Il oppose une division française commandée par le général Guillaume Philibert Duhesme à la garnison espagnole de Gérone sous les ordres des lieutenants-colonels O'Donovan et O'Daly. L'attaque française échoue et les assaillants se retirent en direction de Barcelone.
Désireux de renverser la famille royale espagnole, Napoléon Ier ordonne à ses troupes de s'emparer de Barcelone, ce que ces dernières accomplissent avec succès en février 1808. Quelques semaines plus tard, les Espagnols s'insurgent néanmoins contre les Français et la division Duhesme se trouve en difficulté. Encerclé par les milices catalanes et l'armée régulière espagnole, le général français décide de prendre Gérone afin de s'ouvrir une ligne d'approvisionnement avec la France. Les forces franco-italiennes tentent de prendre la ville d'assaut mais elles sont repoussées par la garnison. Duhesme se replie alors vers Barcelone où il reçoit le renfort de la division du général Reille, ce qui lui permet d'entamer un second siège cinq semaines plus tard.

## Contexte
En février 1808, alors que ses troupes se préparent à envahir l'Espagne, Napoléon Ier ordonne l'occupation de plusieurs points stratégiques, parmi lesquels Barcelone. Le 29 février, la division du général Giuseppe Lechi pénètre dans la ville. Prétextant d'une revue militaire, les soldats franco-italiens défilent dans les rues lorsque, arrivant près de la porte principale de la citadelle, ils se précipitent à l'intérieur, bousculent la garnison espagnole stupéfaite et s'emparent sans coup férir des fortifications. Les Français se rendent également maîtres de Saint-Sébastien, Pampelune et Figueras. Le 2 mai, la population de Madrid se soulève contre les troupes impériales.
À l'été 1808, un corps d'armée français sous les ordres du général Guillaume Philibert Duhesme, fort de 12 710 hommes, arrive à Barcelone. Il comprend la 1re division du général Joseph Chabran, pourvue de 6 050 soldats répartis en huit bataillons, et la 2e division du général Lechi, qui aligne six bataillons totalisant 4 600 hommes. La cavalerie déploie 1 700 sabres organisés en neuf escadrons, le tout sous les ordres des généraux de brigade Bertrand Bessières et François Xavier de Schwarz. Le service des bouches à feu est quant à lui assuré par 360 artilleurs.
Cette force de taille modeste est chargée de réprimer l'insurrection en Catalogne et de soutenir le maréchal Moncey à Valence, tout en gardant le contrôle de Barcelone. Compte tenu de l'importance du soulèvement, un pareil plan est voué à l'échec. Duhesme tente malgré tout de se conformer à ses instructions en envoyant Chabran avec 3 000 soldats se joindre à Moncey tandis que Schwarz se dirige à la tête d'une autre colonne vers Lérida. Schwarz quitte Barcelone le 4 juin et se heurte rapidement à de nombreuses difficultés. Dans le défilé d'El Bruch, les miquelets catalans empêchent ses soldats de franchir la passe. Schwarz demande du secours à Duhesme, qui lui envoie Chabran après avoir détourné ce dernier de son objectif initial. Les deux généraux lancent un nouvel assaut le 15 juin, mais se montrent incapables de forcer le passage. Après avoir perdu 400 hommes dans cette attaque, les Impériaux se retirent ; frustrés par leur défaite, ils mettent à sac tous les villages rencontrés pendant leur retraite vers Barcelone.

## Prélude de la bataille
Isolé, Duhesme décide de rétablir ses lignes de communications avec la France et rassemble pour ce faire 5 900 soldats et huit pièces d'artillerie. Alors qu'il se dirige au nord-est en direction de Gérone, il se heurte près de Mataró à une imposante troupe de miquelets, soit 10 000 hommes soutenus par trois ou quatre canons. Les miquelets sont battus le 17 juin et la division Duhesme célèbre son triomphe en pillant Mataró durant un jour entier. Les forces impériales reprennent ensuite la route de Gérone, ce qui permet aux miquelets de reparaître après le départ de leurs adversaires et d'empêcher toute communication entre Duhesme et Barcelone. De son côté, le général français arrive devant Gérone le 20 juin ; les défenseurs ayant décliné son offre de reddition, il ordonne de prendre la ville d'assaut.

## Topographie et forces en présence

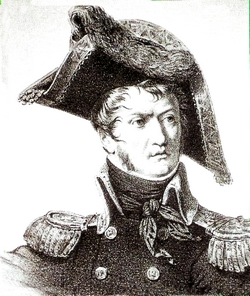
Le général de division Guillaume Philibert Duhesme.

En 1808, Gérone est divisée par la rivière Onyar en deux secteurs, est et ouest ; le plus petit de ces secteurs, le Mercadal, est à l'ouest. Comme il n'est pas protégé par des défenses naturelles, les ingénieurs militaires l'ont doté de cinq bastions « à la Vauban ». À l'est, la ville est couverte par une crête garnie d'une série de forts, le plus important d'entre eux étant la citadelle Montjuich. La ville est, en outre, ceinte d'une muraille haute de 6 m datant du Moyen Âge.
La garnison de Gérone comprend deux petits bataillons réguliers du régiment Ultonia, soit 350 hommes en tout. Cette unité, entièrement composée d'Irlandais, est commandée par les lieutenants-colonels O'Donovan et O'Daly. À ces défenseurs s'ajoutent 1 600 miliciens et une poignée d'artilleurs, pour un total d'environ 2 000 soldats.
Le contingent du général Duhesme se compose pour sa part de deux brigades d'infanterie et d'un détachement de cavalerie, pour un total de 4 296 fantassins et 1 517 cavaliers. La brigade du général Andrea Milossevich comprend les 2e bataillons des 2e et 5e régiments de ligne italiens, ainsi que le 3e bataillon du 4e de ligne. La seconde brigade, sous les ordres du général François Xavier de Schwarz, rassemble les 1er et 2e bataillons du 1er régiment de ligne napolitain et le 1er bataillon de vélites italiens. La cavalerie est formée du 3e régiment de cuirassiers provisoire (409 hommes), du 3e régiment provisoire de chasseurs à cheval (416 hommes), des chasseurs à cheval italiens (504 hommes) et des chasseurs à cheval napolitains (388 hommes).

## Déroulement de la bataille
Duhesme lance son attaque principale contre le point faible de la défense espagnole, à savoir la porte Carmen, située au sud de la rive est de Gérone. De plus, un bataillon est envoyé contre le fort des Capucins tandis qu'un assaut est mené simultanément sur deux bastions de la rive ouest. L'attaque française est toutefois déclenchée trop tôt, alors même qu'un aide de camp de Duhesme est en train de palabrer avec les défenseurs. Les canons français sont rapidement démontés par l'artillerie de la ville et l'assaut, en définitive, échoue.
La nuit venue, Duhesme tente un nouveau coup de main sur le fort de Santa Clara, implanté sur la rive ouest, contre lequel il détache la brigade Schwarz. L'attaque prend les Espagnols par surprise, et les Italiens réussissent à prendre pied au sommet des murailles. Cependant, plusieurs porteurs d'échelles s'égarent en raison de l'obscurité, de sorte que les assaillants ne peuvent consolider leur position. Une contre-attaque du régiment Ultonia refoule les soldats italiens. Dans la matinée du 21 juin, Duhesme ordonne un troisième assaut face à l'un des bastions, mais les rangs des Impériaux sont très vite éclaircis par le feu intense des défenseurs. Les pertes des Franco-Italiens s'élèvent à 700 tués, blessés ou disparus alors que celles des Espagnols sont minimes.

## Conséquences et suites
Tenu en échec, Duhesme rentre à Barcelone, laissant Chabran avec une brigade à Mataró. Peu après, Duhesme rencontre une troupe de miquelets le long du fleuve Llobregat et la disperse. Chabran, de son côté, cherche vainement à inciter la milice catalane à l'affronter en bataille rangée. Conscient des déboires de Duhesme, Napoléon lui envoie en renfort une division nouvellement formée sous les ordres du général Honoré Charles Reille. L'avant-garde de ce dernier relève la garnison du château de Sant Ferran à Figueras. Reille marche ensuite sur le port de Roses, mais ses troupes sont repoussées par la garnison et par le navire de ligne britannique HMS Montagu dont les marins mettent pied à terre pour prêter main-forte aux Espagnols. Rassuré par l'arrivée de la colonne de Reille, Duhesme échafaude une nouvelle expédition contre Gérone, ce qui débouche un mois plus tard sur un second siège de la ville.